# Yasser Larouci
Yasser Larouci (El Oued, 1 de enero de 2001) es un futbolista argelino. Juega en la posición de defensa y su equipo es el E. S. Troyes A. C. de la Ligue 2 de Francia.

## Clubes
| Club                            | País       | Año       |
| ------------------------------- | ---------- | --------- |
| Liverpool F. C. sub-23          | Inglaterra | 2019-2021 |
| E. S. Troyes A. C.              | Francia    | 2021-     |
| Sheffield United F. C. (cedido) | Inglaterra | 2023-2024 |
| Watford F. C. (cedido)          | Inglaterra | 2024-2025 |